# Burreña
Burreña es un cultivar de higuera de tipo higo común Ficus carica, bífera (con dos cosechas por temporada, brevas e higos de otoño), de higos de epidermis con color de fondo púrpura negruzco con sobrecolor ausente. Se cultiva principalmente en la comarca de La Vera en Extremadura.

## Sinonimia
- „Burreños“ en Extremadura,[5][6][7]
- „Poyino“ (porque guarda parecido con los genitales del asno) en Pasarón de la Vera,[8]

## Historia
Nuestra higuera Ficus carica, procede de Oriente Medio y sus frutos formaron parte de la dieta de nuestros más lejanos antepasados. Se cree que fueron fenicios y griegos los que difundieron su cultivo por toda la cuenca del mar Mediterráneo. Es un árbol muy resistente a la sequía, muy poco exigente en suelos y en labores en general.
El primer árbol que plantaron los españoles en América fue una higuera. Cuando los sacerdotes católicos españoles construían un convento siempre sembraban una higuera, lo cual hizo que los antiguos peruanos la empezaran a llamar “El árbol de Dios”.
Los higos secos son muy apreciados desde antiguo por sus propiedades energéticas, además de ser muy agradables al paladar por su sabor dulce y por su alto contenido en fibra; son muy digestivos al ser ricos en cradina, sustancia que resulta ser un excelente tónico para personas que realizan esfuerzos físicos e intelectuales.
España se ha consolidado en los últimos años como el mayor productor de higos de la Unión Europea y el noveno a nivel mundial, según los datos de "FAOSTAT" (Estadísticas de la FAO) del 2012 que recoge un reciente estudio elaborado por investigadores del « “Centro de Investigación Finca La Orden- Valdesequera” ».

## Características
La higuera 'Burreña' es una variedad bífera de tipo higo común. Árbol de mediano desarrollo, follaje denso, hojas trilobuladas con pentalobuladas. 'Burreña' es de producción media de brevas y media de higos.
Las brevas de la variedad 'Burreña' tienen interés comercial. De un tamaño grande con un peso de 39 gramos en promedio, tienen forma piriforme, con color de fondo púrpura negruzco con sobre color ausente. Con un ºBrix (grado de azúcar) de 26 de sabor dulce, poco jugoso, pulpa de color rosado ambarino. Presentan una epidermis de textura media fina y consistencia blanda. sus características organolépticas son buenas.
Los higos 'Burreña' son higos redondeados en forma ovoidal, de tamaño mediano de unos 17 gramos en promedio, de epidermis elástica de color de fondo púrpura negruzco con sobre color ausente. Con un ºBrix (grado de azúcar) de 31 de sabor muy dulce, con firmeza media, con color de la pulpa rosa ambarino, con numerosos aquenios. Fruto de buena consistencia y piel elástica, de una calidad muy buena en su valoración organoléptica, son de un inicio de maduración desde la primera decena de agosto finales de septiembre, siendo su máximo de producción a finales de agosto. Esta variedad se agosta en verano con temperaturas muy altas.

## Cultivo y usos
'Burreña', es una variedad de higo que además de su uso en alimentación humana también se ha cultivado en Extremadura tradicionalmente para alimentación del ganado porcino.
Se está tratando de estudiar y mejorar sus cualidades, así como de extender su cultivo de ejemplares cultivados en la finca experimental de cultivos hortofrutícolas Cicytex-Finca La Orden propiedad de la Junta de Extremadura.